# جيمس لاتيمر ألين
جيمس لاتيمر ألين (بالإنجليزية: James Latimer Allen)‏ هو مصور أمريكي، ولد في 1907، وتوفي في 1977.